# Gorgoleptis
Gorgoleptis is een geslacht van weekdieren uit de klasse van de Gastropoda (slakken).

## Soorten
- Gorgoleptis emarginatus McLean, 1988
- Gorgoleptis patulus McLean, 1988
- Gorgoleptis spiralis McLean, 1988